# Chapelle (Glâne)

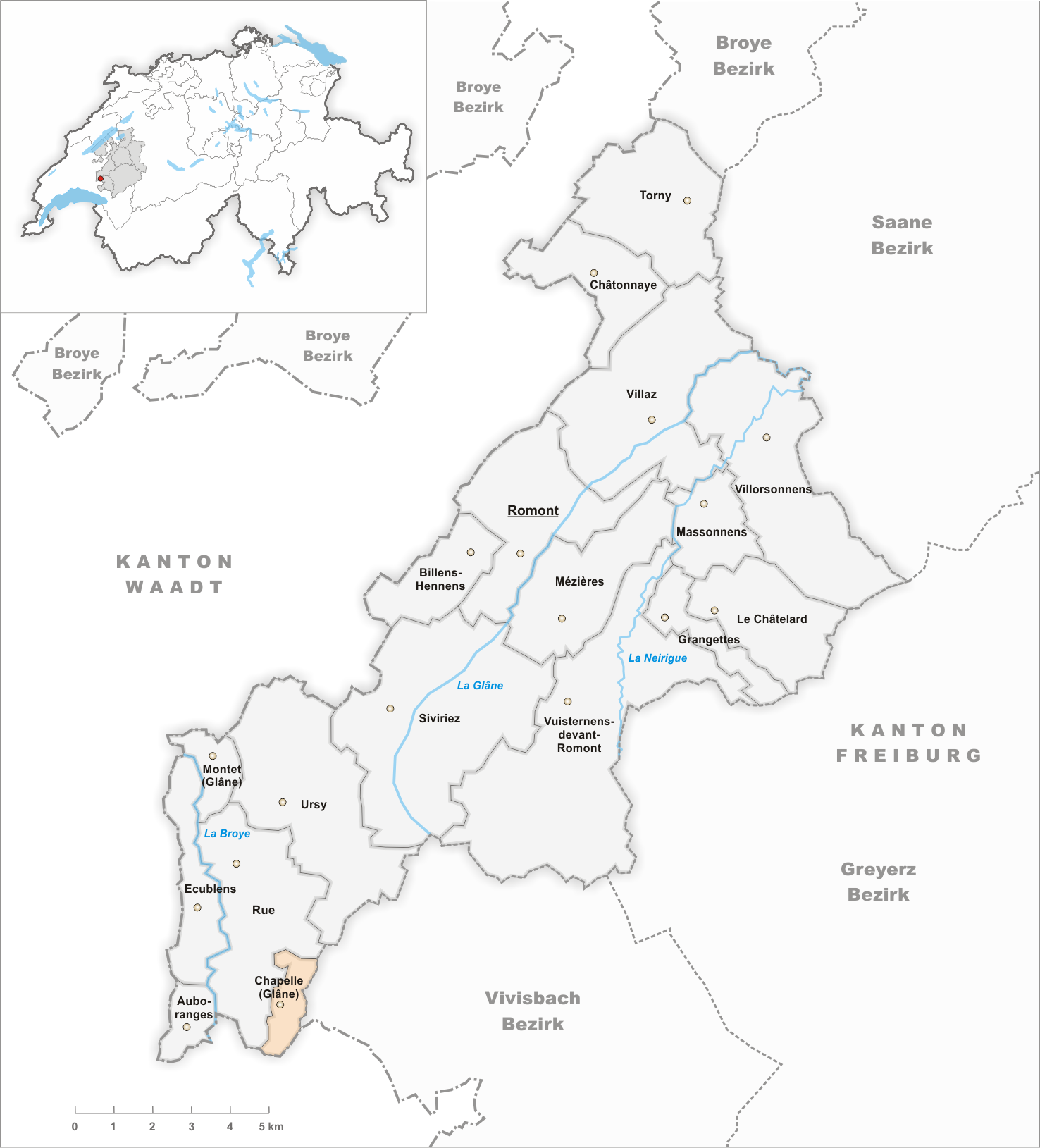
Gemeindestand vor der Fusion am 1. Januar 2025

Chapelle (Glâne)  (Freiburger Patois Tsapalaⓘ) ist ein Ort in der Gemeinde Rue im Distrikt Glâne des Kantons Freiburg in der Schweiz. Bis 1953 hiess die ehemalige Gemeinde offiziell Chapelle-sur-Gillarens. Am 1. Januar 2025 fusionierte die ehemalige Gemeinde mit Rue.

## Geographie
Chapelle (Glâne) liegt auf 739 m ü. M., 14 km südsüdwestlich des Bezirkshauptortes Romont (Luftlinie), oberhalb von Oron-la-Ville. Das Bauerndorf erstreckt sich an einem nach Süden geneigten Hang östlich des Oberlaufs der Broye, im Südwesten des Freiburger Mittellandes.
Die Fläche des 2,0 km² grossen ehemaligen Gemeindegebiets umfasst einen Abschnitt des Molasseplateaus des Freiburger Mittellandes. Das Gebiet erstreckt sich in einem schmalen Streifen auf dem Hügelzug nordöstlich von Oron-la-Ville vom Plateau bei Champ Deley nach Norden über den Hang von Chapelle bis auf die Waldhöhe Les Esserts Dessus, auf der mit 806 m ü. M. der höchste Punkt von Chapelle (Glâne) erreicht wird. Die östliche Grenze verläuft im südlichen Abschnitt im Waldtälchen des Flon, im nördlichen Abschnitt in demjenigen seines Seitenbachs Maflon. Von der Gemeindefläche entfielen 1997 10 % auf Siedlungen, 20 % auf Wald und Gehölze und 70 % auf Landwirtschaft.
Zu Chapelle (Glâne) gehören einige Einzelhöfe. Nachbargemeinden waren Rue und Le Flon im Kanton Freiburg sowie Oron im Kanton Waadt.

## Bevölkerung
Mit 349 Einwohnern (Stand 31. Dezember 2023) gehörte Chapelle (Glâne) zu den kleinen Gemeinden des Kantons Freiburg. Von den Bewohnern sind 92,4 % französischsprachig, 6,6 % deutschsprachig, und 0,5 % sprechen Italienisch (Stand 2000). Die Bevölkerungszahl von Chapelle (Glâne) belief sich 1850 auf 173 Einwohner, 1900 auf 146 Einwohner. Erst seit 1970 (119 Einwohner) wurde eine deutliche Bevölkerungszunahme verzeichnet.
Einwohnerzahlen: Volkszählungsdaten

## Wirtschaft
Chapelle (Glâne) war bis in die zweite Hälfte des 20. Jahrhunderts ein vorwiegend durch die Landwirtschaft geprägtes Dorf. Noch heute haben die Milchwirtschaft, die Viehzucht und der Ackerbau einen wichtigen Stellenwert in der Erwerbsstruktur der Bevölkerung. Einige weitere Arbeitsplätze sind im lokalen Kleingewerbe und im Dienstleistungssektor vorhanden. In den letzten Jahrzehnten hat sich das Dorf auch zu einer Wohngemeinde entwickelt. Viele Erwerbstätige sind deshalb Wegpendler, die hauptsächlich in der Region Oron arbeiten.

## Verkehr
Die Gemeinde liegt abseits der grösseren Durchgangsstrassen, ist aber von Oron-la-Ville leicht erreichbar. Chapelle (Glâne) besitzt selbst keine Anbindung an den öffentlichen Verkehr. Das Gemeindegebiet wird von der Eisenbahnlinie Lausanne – Freiburg durchquert, der nächste Bahnhof befindet sich bei Oron-le-Châtel rund 2 km vom Ortskern entfernt.

## Geschichte
Die erste urkundliche Erwähnung des Ortes erfolgte 1354 unter dem Namen Capella. Chapelle (Glâne) gehörte seit dem Mittelalter zur Herrschaft Rue, die unter der Oberhoheit des Hauses Savoyen stand. Als die Berner 1536 das Waadtland eroberten, kam das Dorf unter die Herrschaft von Freiburg und wurde der Vogtei Rue zugeteilt. Nach dem Zusammenbruch des Ancien Régime (1798) gehörte Chapelle (Glâne) während der Helvetik und der anschliessenden Zeit zum Bezirk Rue und wurde 1848 in den Bezirk Glâne eingegliedert.

## Sehenswürdigkeiten
Die Kapelle Notre-Dame-des-Champs stammt ursprünglich aus der Zeit um 1300, wurde später aber mehrfach verändert. Lange Zeit war sie eine bedeutende Wallfahrtsstätte. Bis 1928 gehörte Chapelle (Glâne) zur Kirchgemeinde Promasens, seither bildet es mit Gillarens eine eigene Pfarrei.